# Stržinar
Stržinar je priimek več znanih Slovencev:
- Ahacij Stržinar (1676—1741), rimskokatoliški duhovnik in nabožni pesnik
- Jana Stržinar (*1963), pisateljica in samostojna kulturna delavka